# Bea Cantillon
 (août 2024).
Si vous disposez d'ouvrages ou d'articles de référence ou si vous connaissez des sites web de qualité traitant du thème abordé ici, merci de compléter l'article en donnant les références utiles à sa vérifiabilité et en les liant à la section « Notes et références ».
Bea Cantillon, née le 6 décembre 1956 à Wilrijk, est une femme professeur et sociologue belge flamande.

## Biographie
Elle est licenciée et docteur en sciences politiques et sociales.
D'abord chercheur, elle devint directrice du Centre de politique sociale Herman Deleeck à l'université d'Anvers depuis 1991. Elle y fut également vice-rectrice.
D'abord professeur à la KUB, ensuite elle enseigne l'état providence, la pauvreté, l'inégalité sociale et la politique sociale en Belgique et en Europe à l'université d'Anvers.
Elle publia entre autres concernant les conséquences des changements socio-démographiques sur la sécurité sociale, les indicateurs sociaux, le fédéralisme social et la politique sociale en Europe.
De 1995 à 1999, elle fut sénatrice cooptée du CVP (actuel CD&V).
Elle est membre associée de l'Académie royale de Belgique.

## Distinctions
Elle a été élevée au rang de baronne par arrêté royal par le roi Albert II de Belgique en 2006 mais n'a jamais levé les lettres patentes permettant de concrétiser cette faveur. 

Le 25 septembre 2018, elle est faite docteur honoris causa de l'université Saint-Louis - Bruxelles.